# Rehmiré
| N5 | r · Aa1 | W19 | i | A1 |

| N5 | r · Aa1 | W19 | i | A1 |

| D21 · Aa1 | Y1 | W19 | N5 · Z1 |

| D21 · Aa1 | Y1 | W19 | N5 · Z1 |

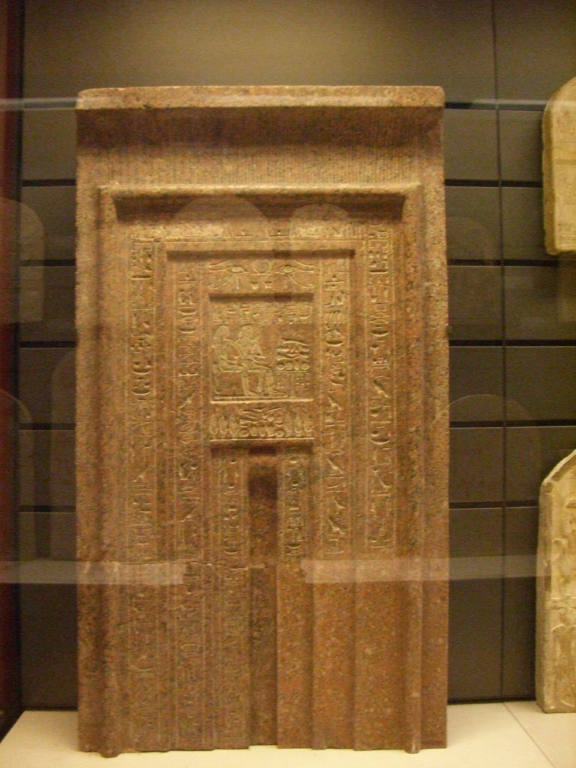
Rehmiré TT100-as sírjának egy álajtaja (Louvre)

Rehmiré (vagy Rekhmiré: ("bölcs, mint Ré") az ókori Egyiptomban, III. Thotmesz és II. Amenhotep uralkodása idején Felső-Egyiptom vezírje. Noferweben és Bet fia. Egy II. Thotmesz kora óta hatalmon lévő vezírdinasztia negyedik tagja. Nagyapja, Amethu, apja, Noferweben és nagybátyja, Uszeramon után következett. Noferweben nevű bátyja Alsó-Egyiptom vezíre. Rendkívül befolyásos papi családot alkottak. Rehmiré a vezír méltóságán kívül az Uaszet kormányzója címet is viselte, valamint Junu (Héliopolisz) főpapja is volt. Felesége Merit, egy fiuk és több leányuk volt. Pályája valószínűleg kegyvesztettséggel ért véget, és elmozdították pozíciójából.
Sírja ismert, a Seih Abd el-Kurna temetőben a TT100-as sír tulajdonosa. Közelében más újbirodalmi méltóságok sírjai állnak, mint Ineni vagy Ramosze. A sírt a mindennapi élet jeleneteivel díszítették, a kiváló minőségű ábrázolások jó minőségben fennmaradtak. A sírban maradt fenn a Rehmiré intelmei című, a vezír kötelességeit taglaló szöveg is, teljes egészében. A sír egy álajtaja a Louvre-ban található.